# Transfektion
Als Transfektion wird in der Zellbiologie das Einbringen von Fremd-DNA oder -RNA in tierische und teilweise auch andere eukaryotische Zellen bezeichnet. In eukaryotischen Zellen wird im Gegensatz zu ähnlichen Prozessen bei bakteriellen oder auch pflanzlichen Zellen nicht von Transformation gesprochen, da die Transformation in Säugetierzellen die Entartung von Zellen in einen bösartigen Zustand (Tumor, Krebs) beschreibt.

## Prinzip
Bei der Transfektion unterscheidet man zwischen dem nur zeitweiligen Einbringen einer Nukleinsäure in eine Wirtszelle (transiente Transfektion) und dem dauerhaften Einbau in das Genom (stabile Transfektion). Durch Abbauprozesse wird fremde DNA normalerweise schnell abgebaut oder durch Mitose verdünnt. Nach dem Einbau in die Wirts-DNA oder mit einem geeigneten Replikationsursprung (dann als Episom) ist sie davor geschützt. Je nach Zellart eignen sich verschiedene Verfahren zur Transfektion. Bei Genexpressionsanalysen ist zu bedenken, dass die Wahl der Methode und des Vektors einen Einfluss auf die Genexpression hat. In Zelllinien, die entweder EBNA1 (z. B. 293E) oder das große T-Antigen (z. B. 293T)  bilden, kann die Expressionsdauer einer transienten Transfektion episomal verlängert werden, indem im Vektor ein Replikationsursprung des EBV bzw. des SV40 vorkommt. Zur stabilen Transfektion werden meist im Vektor Selektionsmarker verwendet, die ein selektives Heranwachsen transfizierter Zellen erlauben. Typische Antibiotika zur Selektion sind Geneticin (oder G418), Puromycin, Zeocin, Hygromycin B und Blasticidin S.

## Chemische Verfahren
Chemische Verfahren zur Transfektion beruhen auf der Komplexierung von Nukleinsäuren mit einem Trägermaterial – einem Transfektionsreagenz, das bereitwillig von Zellen aufgenommen wird. Dabei wird die zu transfizierende Nukleinsäure von positiven Ladungen des Transfektionsreagenz elektrostatisch gebunden. Aufgrund des Phospholipid-Bilayer-Aufbaus der Zellmembran ist die Zelloberfläche überwiegend mit negativen Ladungen versehen. Das Transfektionsreagenz mindert die Abstoßung der negativ geladenen Nukleinsäure und der überwiegend negativ geladenen Zelloberfläche. Um die Biokompatibilität zu erhöhen, werden verschiedene Biopolymere zur Verwendung als Transfektionsreagenz untersucht.

### Calcium-Phosphat-Präzipitation
Ein schonendes und dabei günstiges Transfektionsverfahren ist die 1973 durch Frank L. Graham und Alex J. van der Eb entwickelte Calcium-Phosphat-Präzipitation.
In einem Gemisch aus Calciumchlorid und Natriumphosphat bindet die zu übertragende DNA an ausfallendes Calciumphosphat. Die ausgefallenen Kristalle werden der Zellkultur zugegeben und von den Zellen durch Endozytose aufgenommen. Die „Berieselung“ der Zellen mit dem Präzipitat ist für die Zellen negativer Stress. Der ganze Vorgang ist stark von einer Vielzahl von Parametern abhängig, deren richtige Einstellung zudem von Zellart zu Zellart variiert:
- Menge der Plasmid-DNA
- Reinheit der Plasmid-DNA
- Konzentration der Carrier-DNA (ein Überschuss an genomischer DNA zur Bildung einer ausreichenden Menge an Präzipitat)
- Quelle der Carrier-DNA (optimal ist autologe DNA)
- Größe der Carrier-DNA
- Salzkonzentration und pH der Lösung
- Inkubationsdauer
- Präselektionsdauer bei Herstellung von Zelllinien durch permanente Expression bzw. Erholungsphase bei der Messung der rekombinanten Genaktivität bei transienter Expression

Die Methode erfordert experimentelles Geschick und ist nicht für alle Zellen mit gleichem Erfolg anwendbar. Sie funktioniert nur bei adhärent wachsenden Zellen wie z. B. den etablierten Nagerzelllinien der L-Zellen und 3T3-Zellen von Mäusen sowie den Hamsterzelllinien BHK und CHO zufriedenstellend. Mit dieser Methode wurde aber auch Transfektion von Protoplasten durchgeführt.

### Lipofektion

Strukturformel des Lipids SM-102

Genetisches Material kann mit Hilfe von basischen Lipiden zu Liposomen verpackt werden, die mit der Zellmembran (genauer: mit der Endosomenmembran) fusionieren, in Zellen eingebracht werden. Am Menschen verwendete basische Lipide sind ALC-0315 und SM-102.

### Kationische Polymere
Das älteste derartige Verfahren ist die Komplexierung von Plasmid-DNA mit Diethylaminoethyl-Dextran. Die DEAE-Dextran-Methode ist recht zellverträglich und erzielt Transfektionseffizienzen von bis zu 30 %. Diese positiv geladenen, stark verzweigten Polymere komplexieren die Plasmid-DNA und werden von den Zielzellen aufgenommen. Die Methode ist in der Regel besser zellverträglich als die kationische Lipofektion. Ebenfalls wird Poly-L-Lysin und Polybren als Transfektionsreagenz verwendet. Zusätze von Poly-Glutaminsäure können die bei manchen kationischen Polymeren beschriebene Toxizität mindern. DMSO kann die Permeabilität der Zellmembran erhöhen.
Ein weiteres einfaches und (im Gegensatz zu anderen kommerziellen Reagentien) günstiges Verfahren der Transfektion bietet die Transfektion mittels Polyethylenimin (PEI), welches im Vergleich zur Lipofektion hohe Transfektionseffizienzen sowohl für siRNA (> 85 %) als auch Plasmid-DNA bei niedriger Toxizität liefert. PEI-DNA-Komplexe binden an negativ geladene Glykosaminoglykane auf der Zelloberfläche. Die Transfektionseffizienz hängt vom Vorhandensein positiver Ladungen auf der Oberfläche der Nukleinsäure-Polyethylenimin-Komplexe ab, denn wenn im Verhältnis zu viel Nukleinsäure bzw. zu wenig PEI verwendet wird, nimmt die Aufnahme in Zellen stark ab. Eine Zugabe von Valproinsäure zum Zellkulturmedium erhöht die Expression rekombinanter Proteine.

### Dendrimere
Dendrimere sind verzweigte Moleküle, die dadurch eine hohe Anzahl funktioneller Gruppen tragen können. Verschiedene Polyamid-, Peptid-, Poly(2-(dimethylamino)ethylmethacrylat) (PDMAEMA) und Polyethylenimin-Dendrimere wurden zur Transfektion entwickelt.

### Rezeptorvermittelte Transfektion
Hierbei bindet ein Teil des Transfektionsreagenz an bestimmte Rezeptoren auf der Zelloberfläche, um anschließend per Endozytose in eukaryotische Zellen aufgenommen zu werden.

#### Transferrinfektion
Dies war das erste Beispiel einer rezeptorvermittelten Transfektion. Proteinchemisch wurde ein Konjugat aus dem Eisentransportprotein Transferrin und kationischem Poly-Lysin hergestellt. Dieses Konjugat konnte in hohem Maße Plasmid-DNA binden und hatte die Fähigkeit beibehalten an den zellulären Transferrinrezeptor zu binden. Durch die zellulären Transportmechanismen landet das Konjugat in den Lysosomen. Dort muss wie auch bei den chemischen Verfahren die DNA freigesetzt werden, diese die lysosomale Membran überwinden und in den Zellkern gelangen. Die Methode erzielte beeindruckende Erfolge bei Zelllinien mit atypisch hoher Dichte an Transferrinrezeptoren, zeigte bei „normalen“ Zellen aber keinen Vorteil gegenüber herkömmlichen Methoden.

#### Antikörpervermittelte Transfektion
Anstelle von Transferrin wird für das Konjugat ein Antikörper gegen ein für die Zielzelle spezifisches Membranprotein verwendet. Zur Bekämpfung von Tumoren könnte das DNA-Plasmid für ein Toxin kodieren.

#### Histonvermittelte Transfektion
Histone sind polykationische DNA-bindende Proteine, die zur Transfektion verwendet werden – teilweise auch in Kombination mit Polyethylenimin.

## Physikalische Verfahren

### Mikroinjektion
Bei der Mikroinjektion wird die DNA als Plasmid, ssDNA (einzelsträngige DNA) oder dsDNA (doppelsträngige DNA) direkt in den Zellkern bzw. ins Cytoplasma der Zelle mit Hilfe einer Mikrokapillare injiziert. Das Verfahren ist sowohl apparativ sehr aufwändig als auch manipulativ höchst anspruchsvoll. Das Verfahren besitzt eine Transfektionseffizienz von nahezu 100 % und erlaubt im Gegensatz zu allen anderen Methoden die Transfektion mitotisch ruhender Zellen, da hier die Kernmembran auf direktem, mechanischem Wege überwunden wird. Allerdings können nur relativ wenige Zellen in einem vernünftigen Zeitraum transfiziert werden – je nach Übung 60–200 pro Stunde.

### Elektroporation
Bei einer Elektroporation wird die Zellmembran durch Spannungspulse für DNA permeabel gemacht. Nennenswerte Transfektionsraten erhält man nur unter Bedingungen, die gleichzeitig je nach Zelltyp zwischen 20 und 50 % aller Zellen abtöten. Da die Zellen nicht adhärent vorliegen müssen, bietet sich das Verfahren vor allem für Suspensionskulturen an. Die Zellmembran (Plasmamembran) wirkt wie ein Plattenkondensator, denn die Lipiddoppelschicht wirkt als Isolator. Da die Zellmembran eine Isolierung des elektrisch leitfähigen Cytoplasmas darstellt, kann elektrischer Strom so lange nicht durch die Zelle fließen, bis Poren in der Membran entstanden sind. Wird nun eine elektrische Spannung angelegt (Feldstärke mehrere kV/cm), so kommt es zur Polarisierung der Membran. Erreicht die transmembrane Spannung einen kritischen Wert von 0,4 bis 1 V, so kommt es durch eine lokale Zerstörung der Membranintegrität spontan zur drastischen Erhöhung ihrer Leitfähigkeit. Primär in der Membran entstandene hydrophobe Poren verwandeln sich bei Erreichen eines kritischen Radius spontan in relativ stabile hydrophile Poren (0,5–1 nm) mit einer Lebensdauer von wenigen Sekunden bis einigen Minuten, denn erstens bricht die Membranspannung wegen des Ladungsausgleiches durch die Poren wieder zusammen und zweitens ist die Membran ein System, das sich selbst reorganisiert.

### Particle Gun
Auch dieses Verfahren ist apparativ sehr aufwändig. Die DNA wird an Mikroprojektile z. B. Wolfram- oder Goldpartikel adsorbiert. Die Mikroprojektile werden auf die Innenseite eines Schlauchs beschichtet. Diese werden mit einem Gasstoß extrem beschleunigt. Sie werden erst in den Zellen abgebremst, wonach es dann zur Ablösung der DNA kommt. Aufgrund der großen mechanischen Kraft eignet sich die Methode zur Penetration von pflanzlichen Zellen, deren Zellwand bei allen anderen Verfahren eine unüberwindliche Barriere darstellt und erst entfernt werden müsste. Die Genkanone ist daneben die einzige Methode zur Transfektion von Organellen wie Mitochondrien oder Chloroplasten.

### Magnet Assisted Transfection
Die Magnet Assisted Transfection (auch Magnetofektion) ist eine Transfektionsmethode, die mit Hilfe eines magnetischen Feldes DNA in die Zielzellen einschleust. Dabei werden eisenhaltige, magnetische Nanopartikel mit DNA beladen, die diese auf Grund ionischer Wechselwirkungen binden. Ein magnetisches Feld leitet die Nanopartikel zu und in die Zielzellen, in denen die DNA freigegeben wird.

### Sonoporation
Bei der Sonoporation werden mit Ultraschall Zellmembrane durch akustische Kavitation kurzzeitig perforiert. Die Effizienz ist vergleichbar mit der Elektroporation. Ebenso wie bei der Elektroporation wird dabei die Zellviabilität reduziert.

### Optische Transfektion
Bei der optischen Transfektion (synonym Optoporation) wird in die Zelle mithilfe eines Lasers ein Loch gebrannt, wodurch mit einer optischen Pinzette die Nukleinsäuren in die Zelle geschleust werden können. Alternativ kann auch mit einem Lichtstrahl auf Zellen transfiziert werden, die einen Photosensibilisator in den Endosomen aufweisen, wodurch bei Bestrahlung Poren entstehen, die zeitlich und räumlich bestimmt werden können.

### Quetschen von Zellen
In mikrofluiden Kanälen werden Zellen durch einen zunehmend engeren Durchmesser gequetscht, wodurch Poren in der Zellmembran entstehen.

## Alternativen
Als Alternative zur Transfektion kann eine Transduktion mit einem viralen Vektor durchgeführt werden.